# Wincenty Fedorowicz
Wincenty Fedorowicz-Jackowski herbu Oginiec (ur. 1801 w Smykowcach, zm. 1863 w Krzeczowicach) – polski ziemianin.

## Życiorys
Wywodził się z rodu Fedorowiczów herbu Oginiec. Urodził się w 1801 w Smykowcach. Był wnukiem Macieja (1718-1801) oraz synem Floriana Onufrego (1768-1831, dziedzic majątków ziemskich Smykowce, Krzeczowice) i Zofii z domu Kowalskiej. Miał siostrę Mariannę (zamężna z Wojciechem Rosnowskim). Jego dziadek i ojciec przybierali przydomek Jackowski do nazwiska Fedorowicz, kontynuowany przez potomków.
Został właścicielem dóbr ziemskich Krzeczowice, Bóbrka.
Po raz pierwszy był żonaty ze swoją siostrzenicę, Różę Rosnowską (córka Wojciecha i Marianny). Po raz drugi był żonaty ze Stanisławą z domu Sobolewską (córka Ludwika Sobolewskiego, senatora Rzeczypospolitej Krakowskiej). Z drugą żoną miał dzieci: Marię, Ludmiłę, Adama, Władysława. Zmarł w 1863 w Krzeczowicach.